# ドゥ・ベストホーム
ドゥ・ベストホーム株式会社（英語: Do Best Home Co., Ltd.）は、千葉県市川市に本社をおく、賃貸住宅や賃貸マンション、店舗やオフィスビルの企画など管理から施工を行う建設業を主とした企業。

## 概要
1999年5月に設立。2001年4月に札幌支店を開設。外観デザインとアンケートを行い顧客の住みやすい住宅造りで他者差別化を図る。土地の診断から賃貸住宅や賃貸マンションの建替え、施工などを行う。

## 支店
- 札幌支店
  - 〒065-0023 札幌市東区北23条東16丁目1番18号寿本ビル3F

## 加盟団体
- 社団法人 千葉宅地建物取引業協会 市川支部[3]